# Rudno
Rudno je malá obec na Slovensku v okrese Turčianske Teplice v Žilinském kraji.

## Historie
První písemná zmínka o obci pochází z roku 1343.

## Geografie
Obec se nachází v nadmořské výšce 510 metrů a rozkládá se na ploše 7.278 km2. K 31. prosinci roku 2017 žilo v obci 199 obyvatel.